# Dungeons & Dragons Computer Fantasy Game
Dungeons & Dragons Computer Fantasy Game ist ein tragbares LCD-Spiel des US-amerikanischen Spielwarenherstellers Mattel Electronics aus dem Jahr 1981. Es handelt sich um eines der frühesten Lizenzprodukte und das erste Handheld-Konsolenspiel zum Rollenspiel-Regelwerk Dungeons & Dragons.

## Handlung und Spielprinzip
Die Handlung ist einfach gehalten und das Spielergebnis unter anderem glücksabhängig. Das Spielprinzip ähnelt Hunt the Wumpus. Der Spieler steuert seine Spielfigur durch einen labyrinthartig aufgebauten Dungeon, mit dem Ziel einen Drachen mit Hilfe eines im Dungeon versteckten Pfeils zu töten. Dafür steht ihm lediglich 500 Sekunden zur Verfügung, bis sich der Dungeon verschließt und das Spiel damit beendet. Das Labyrinth ist quadratisch und erstreckt sich über 10×10 Spielfelder. Durch einen Schrägriss entsteht ein dreidimensionaler Eindruck, Pfeile an den vier Seiten zeigen an, in welche Richtung eine Fortbewegung möglich ist. Die Figur kann sich felderweise horizontal und vertikal, jedoch nicht diagonal weiterbewegen. Jedes der 100 Felder wird ähnlich wie im Schach durch eine Kombination aus Buchstaben (A–J) und Zahlen (0–9) individuell gekennzeichnet, sodass eine Wiedererkennung oder handschriftliche Kartografierung möglich ist.
Um den Drachen töten zu können, muss der Spieler einen magischen Pfeil finden. Sowohl die Position des Drachen als auch des Pfeils werden jedoch bei Spielstart zufällig festgelegt. Erschwert wird die Erkundung weiterhin durch vier umherfliegende Fledermäuse, die die Spielfigur bei Aufeinandertreffen an eine entfernte Position im Labyrinth transportieren, und insgesamt zwölf Fallgruben, die im Regelfall ein vorzeitiges Spielende (Game over) bedeuten. Auch darf der Spieler nicht die Drachenhöhle betreten, da dies ebenfalls zum vorzeitigen Spielende führt. Als hilfreiches Objekt findet sich in einigen Schwierigkeitsgraden zudem ein Seil.
Das Gerät besitzt drei Tasten (Cursor, Angriff, Bewegen) sowie eine eingelassenen Resetfunktion. Für die Fortbewegung im Spiel wird mit der Cursortaste einer der vom Standort aus erreichbaren Räume ausgesucht (Pfeile am Rand). Auf dem Display deuten aufblinkende Icons in Gestalt der vier möglichen Rauminhalte (Fallgrube, Fledermaus, Seil, magischer Pfeil) darauf hin, dass sich ein oder mehrere dieser Dinge in den angrenzenden Räumen befinden. Ein Raum kann nur ein Objekt zur selben Zeit beinhalten. Es ist jedoch nicht erkennbar, in welchem Raum sich ein entsprechendes Objekt befindet und wie viele Objekte desselben Typs (z. B. mehrere Fallgruben) angrenzen. Mit der Bewegen-Taste kann der zuvor ausgewählte Raum betreten oder mit dem Angriffsbutton der magische Pfeil, sofern bereits gefunden, in diese Richtung abgeschossen. Befindet sich der Drache nicht im attackierten Nachbarfeld, werden sowohl magischer Pfeil als auch Drache zufällig neu im Labyrinth positioniert. Liegt der Spieler mit seiner Vermutung jedoch richtig, gilt der Drache als getroffen und das Spiel ist gewonnen.
Fledermäuse verändern alle zehn Sekunden ihre Position und wechseln in einen der angrenzenden Räume. Diese Raumübertritte werden mit einem Signalton kenntlich gemacht. Um Fallgruben zu entgehen, gibt es in zwei der drei Schwierigkeitsgrade des Spiels ein sogenanntes magisches Seil. Im ersten Schwierigkeitsgrad besitzt die Spielfigur es von Anfang an, im zweiten ist es wie der magische Pfeil im Dungeon versteckt und muss gefunden werden. Im dritten Schwierigkeitsgrad muss der Spieler vollständig ohne Seil auskommen. Der Vorteil des Seils ist, fällt die Spielfigur in eine Grube, erhält der Spieler eine zusätzliche Chance zum Weiterspielen. Allerdings verliert er dadurch das Seil, das anschließend erst wieder im Dungeon gefunden und aufgesammelt werden muss. Erschwerend dazu sind das Labyrinth und die Positionen der Figuren und Gegenstände darin bei jedem Spiel zufallsgeneriert.
Nach Spielende wird ein sogenannter Time Score ausgegeben. Fünf Sekunden Spielzeit ergeben einen Punkt beim Time Score, je niedriger der Time Score desto besser. Die höchste und damit schlechteste Punktzahl ist 99.

## Entwicklung
Dungeons & Dragons Computer Fantasy Game ist nach dem elektronischen Brettspiel Dungeons & Dragons Computer Labyrinth Game Mattels zweites Lizenzprodukt und das erste Handheld-Konsolenspiel zum Rollenspiel-Regelwerk Dungeons & Dragons. Gerät und Spiel sind, wie bei LCD-Spielen üblich, festverdrahtet, das heißt, die Software kann nicht ausgetauscht werden. Der Bildschirm wurde für seine Zeit als "state-of-the-art" bezeichnet. Für den Betrieb des Geräts werden zwei Knopfzellenbatterien des Typs LR44 benötigt. Es wurde im Herbst 1981 veröffentlicht und bereits im Oktober gab Mattel bekannt, dass das Spiel ausverkauft sei. Das Unternehmen kündigte weitere Produkte auf Grundlage zu Dungeons & Dragons an. Auch Lizenzgeber TSR erzielte hohe Einnahmen durch die Lizenzgebühren, verdoppelte seinen Jahresumsatz 1981/82 auf 27 Millionen US-Dollar und wurde vom US-amerikanischen Wirtschaftsmagazin Inc. im Dezember 1981 auf Platz 6 der am schnellsten wachsenden Privatunternehmen der USA geführt. 1982 folgte mit Advanced Dungeons & Dragons: Cloudy Mountain das erste lizenzierte D&D-Spiel für die hauseigene stationäre Spielkonsole Intellivision, das 1983 mit Advanced Dungeons & Dragons: Treasure of Tarmin einen Nachfolger erhielt. 1982 veröffentlichte Mattel mit Masters of the Universe (basierend auf der gleichnamigen Action-Figurenserie von Mattel) ein spielerisch identisches LCD-Spiel.